# 9011 Angelou
A 9011 Angelou (ideiglenes jelöléssel (9011) 1984 SU) a Naprendszer kisbolygóövében található aszteroida. Antonín Mrkos fedezte fel 1984. szeptember 20-án.